# Glyceria melicaria
Glyceria melicaria är en gräsart som först beskrevs av André Michaux, och fick sitt nu gällande namn av Frederic Tracy Hubbard. Glyceria melicaria ingår i släktet glycerior, och familjen gräs. Inga underarter finns listade i Catalogue of Life.